# دونكي كونج كونتري 3: ديكسي كونغز دبل تربلز
دونكي كونج كونتري 3: ديكسي كونغز دبل تربلز! (بالإنجليزية: !Donkey Kong Country 3: Dixie Kong's Double Trouble)‏ هي لعبة فيديو منصات تم تطويرها بواسطة رير ونشرتها نينتندو لجهاز سوبر نينتندو إنترتينمنت سيستم. تم إصدارها في 18 نوفمبر 1996 في أمريكا الشمالية ، وفي 23 نوفمبر 1996 في اليابان ، وفي 13 ديسمبر 1996 في أوروبا وأستراليا. إنها الدفعة الثالثة من سلسلة دونكي كونغ وتعمل كتكملة مباشرة لـ دونكي كونج كونتري 2: ديدي كونج كويست. تم إعادة إصدارها أيضًا لـ غيم بوي أدفانس في 2005. تم توفير اللعبة على فرتشول كونسول لجهاز الـ وي في عام 2007 ، بالإضافة إلى فرتشول كونسول الخاص بـ وي يو في عام 2014.
تدور الحبكة حول ديكسي كونغ وابن عمها كيدي كونغ في محاولاتهما لإنقاذ المخطوفين دونكي كونغ وديدي كونغ من خصم السلسلة الملك كيه رول . تدور أحداث اللعبة في «كريميسفير الشمالية»، وهي نسخة خيالية من شمال أوروبا وكندا . إن اللعبة تستخدم نفس سيليكون غرافيكس التكنولوجيا من سابقاتها ، والذي يتميز باستخدام الصور ثلاثية الأبعاد قبل التسليم. تلقت اللعبة مراجعات إيجابية عند الإصدار؛ أشاد النقاد بصور اللعبة وجوانبها المختلفة ، لكن معظمهم انقسموا حول الموسيقى التصويرية للعبة.[بحاجة لمصدر]

## اللعب
إن دونكي كونج كونتري 3: ديكسي كونغز دبل تربلز! هي لعبة منصات حيث يتحكم اللاعبون في ديكسي كونغ وابن عمها الصغير ، كيدي كونغ ، من خلال ثمانية عوالم تضم ما مجموعه ثمانية وأربعون مستوى. العديد من عناصر اللعب مأخوذة من الألعاب السابقة في السلسلة وعودتها في هذه اللعبة ، مثل البراميل ،  مستويات المكافأة التي تكافئ اللاعب بـ «عملات معدنية إضافية» ، وعملات دونكي كونغ، ومساعدين للحيوانات و وضع متعدد اللاعبين. كل أفراد آل كونغ القابلين للعب يتمتعون بقدرات فريدة ، مثل قدرة ديكسي على إبطاء نزولها عن طريق تدوير ذيل الحصان ، وقدرة كيدي على القفز عبر المياه المفتوحة. يمكن لآل كونغ أن يلتقطوا بعضهم البعض لرمي بعضهم البعض حول المستويات. يمكن أن يكشف تأثير شخصية اللاعب الآخر عن الأرضيات المتصدعة أو المفاتيح المخفية أو المناطق السرية. في أي وقت ، يمكن للاعب التبديل بين أفراد آل كونغ أثناء المستوى.
تشمل المستويات في اللعبة مزيجًا من مستويات المنصات والسباحة والسكك الحديدية. وهي تستند إلى العديد من الموضوعات العائدة بما في ذلك الغابات وجوانب المنحدرات والمصانع وقمم الجبال. تصميم المستوى أكثر تنوعًا مقارنة بسابقاته ، والذي يتضمن ألغازًا وعقبات أكثر تعقيدًا.  لكل مستوى عدو يسمى قطعة نقدية ؛ يحمل كل من هؤلاء الأعداء عملة دونكي كونغ من مستواهم ، ويحملونها كدرع. نظرًا لأن هؤلاء الأعداء دائمًا ما يواجهون اللاعب ، فيجب هزيمتهم عن طريق رمي برميل فولاذي فوقه حتى يرتد من الحائط خلفهم لضربهم من الخلف. كما أن العالم الفوقي للعبة أكثر تعقيدًا ، مما يسمح للاعبين بالاستكشاف بين كل منطقة بدلاً من إجبارهم على طول مسار خطي. لتحقيق ذلك ، تتضمن اللعبة العديد من المركبات مثل القارب السريع والحوامات التي يمكن استخدامها لاجتياز العالم العلوي والوصول إلى عوالم مختلفة.
تتميز اللعبة بـ «أصدقاء الحيوانات» ، والتي تعود من سابقاتها. وتشمل الحيوانات العائدة من اللعبة السابقة كل من انغوارد سمكة أبو سيف ، و سكويتر العنكبوت و سكواك الببغاء . تشمل الحيوانات الجديدة ايلي الفيل، التي يمكنها امتصاص الماء من خلال خرطومها لرش الأعداء بها ، وباري «الطائر الموازي» ، الذي يطير مباشرة فوق شخصيات اللاعب ويمكن استخدامه لجمع الأشياء والعناصر التي يصعب الوصول إليها.  كما في اللعبة السابقة ، يمكن للاعبين التحكم في الحيوانات مباشرة بدلاً من مجرد ركوبها. مبعثرة حول عالم كريميسفير الشمالية في العالم الفوقي فإن عائلة الأخوة الدببة ، وهي عائلة من الدببة الذين يقدمون لللاعبين التلميحات والمواد الأساسية أو غيرها من الخدمات. يمكن للاعبين جمع العناصر في المستويات للتداول مع الدببة لعناصر أخرى أو للمساعدة في التقدم إلى مستويات لاحقة ؛  أحد هذه العناصر هو نقود الدب ، والذي يعمل كعملة اللعبة. يمكن أيضًا العثور على أعضاء آخرين من عائلة كونغ ، مثل رينكلي كونغ وسوانكي كونغ وفانكي كونغ، في جميع أنحاء العالم ، حيث يقدم كل منهم خدماته الخاصة.

## التقييم
| التقييم |                            |
| --- | -------------------------- |
| مجموع النقاط المجموع نقاط غيم رانكينغز 83% (SNES) 75% (GBA) نتائج المراجعة نشرة نقاط أول غيم إلكترونك غيمينغ مونثلي 8.125/10 غيم إنفورمر 9/10 غيم برو (GBA) غيم سبوت 7.8/10 (GBA) غيم سباي (GBA) آي جي إن 8.5/10 (SNES) 7.5/10 (GBA) جو فيديو 85% نيكست جينرايشن (SNES) نينتندو لايف 9/10 |                            |
| مجموع النقاط |                            |
| المجموع | نقاط                       |
| غيم رانكينغز | 83% (SNES) 75% (GBA)       |
| نتائج المراجعة |                            |
| نشرة | نقاط                       |
| أول غيم | 4.5/5 stars                |
| إلكترونك غيمينغ مونثلي | 8.125/10                   |
| غيم إنفورمر | 9/10                       |
| غيم برو | (GBA)                      |
| غيم سبوت | 7.8/10 (GBA)               |
| غيم سباي | (GBA)                      |
| آي جي إن | 8.5/10 (SNES) 7.5/10 (GBA) |
| جو فيديو | 85%                        |
| نيكست جينرايشن | (SNES)                     |
| نينتندو لايف | 9/10                       |

تلقت اللعبة مراجعات إيجابية عند الإصدار. يحمل نسخة سوبر نينتندو مجموع نقاط بنسبة 83٪ من غيم رانكينغز، بينما يحمل نسخة غيم بوي أدفانس 75٪.
كانت الرسومات وطريقة اللعب من أكثر جوانب اللعبة إشادة. صرح فرانك بروفو من غيم سبوت أن الرسومات كانت ملونة ونابضة بالحياة و «من الدرجة الأولى». وجد المراجعون الأربعة لـ إلكترونك غيمنيغ مونثلي أنها ملونة وحتى أكثر حدة من تلك الموجودة في الأقساط السابقة. قالوا إن طريقة اللعب ، رغم أنها لا تختلف كثيرًا عن اللعبة السابقة ، تتمتع بتصميم ذكي وافر وقيمة إعادة تشغيل في المستويات لجعلها ضرورية لمن أحب الألعاب السابقة في السلسلة. جادل أحد منتقدي الجيل القادم بأن التشابه الملحوظ للعبة مع اللعبتين الأوليين سطحي إلى حد ما: «تبدو الرسومات أكثر هشاشة وأكثر تفصيلاً حتى من المظهر المثير للإعجاب الموجود بالفعل في دونكي كونج كونتري 2. أي عنصر تحكم تم عرضه مسبقًا في السلسلة ، وأصبحت الحركة والحركة في اللعبة الآن دقيقة للغاية وبديهية». كما أشاد بشدة بتصميمات المستوى والتحدي المتوازن ، ولاحظ أن اللعبة «تشير إلى أن سوبر نينتندو يبدو أنها تحقق خروجًا أكثر رشاقة من سيجا جينيسيس.» سجل دكتور ديفون من غيم برو 4.5 من 5 في عامل الصوت والمرح و 5.0 مثالي في الرسومات والتحكم ، موضحًا أن «الخلفيات حادة وملونة ، ومستويات ما تحت الماء مناسبة للتأطير ، والشخصيات تعرض تفاصيل رائعة». انتقدها لتكرارها إلى حد كبير طريقة اللعب في الأقساط السابقة ، لكنه لا يزال يجد اللعبة ممتعة للغاية. رأى لوكاس توماس من آي جي إن أن صور ديكسي كونغز دبل تربلز! لم تكن مذهلة مثل CGI التي تم تقديمها مسبقًا لـ دونكي كونغ كانتري ، إلا أنه اعترف بأنها «ما زالت تبدو رائعة» للدفعة الثالثة. في مراجعة بأثر رجعي ، أشاد مارسيل فان دوين من نينتندو لايف بصور اللعبة وخلفياتها التفصيلية ، مشيرًا إلى أنها كانت «رائعة» بالنسبة إلى سوبر نينتندو إنترتينمنت سيستم. عند مراجعة نسخة غيم بوي أدفانس، اعتقد مراجع من غيم برو أن الرسومات ظهرت «باهتة» على شاشة النظام ذات الإضاءة الخلفية ؛ مشيرة إلى أن العفاريت التي تم تقديمها مسبقًا لم «تظهر جيدًا». يعتقد مراجع من نينتندو ماستر أن نقاط القوة الرئيسية للعبة تكمن في «الرسومات والنصوص الجميلة». أكد أحد المراجعين من جو يكس فيديو أن الجوانب المختلفة للعبة جعلت اللعبة السمة المميزة للسلسلة.
تلقت الموسيقى آراء مختلطة من النقاد. على الرغم من أن بروفو ذكر أن موسيقى اللعبة كانت «جذابة» ، إلا أنه أشار إلى أن محبي لعبة دونكي كونغ كانتري الأصلية قد لا يحبونها. وعلق الدكتور ديفون قائلاً: «على الرغم من أنها تبدو مشابهة لسابقاتها ، إلا أن الجزء الثالث من دونكي كونغ كانتري لا تزال تتمتع بموسيقى رائعة». فكر توماس مقارنة بألعاب دونكي كونغ كانتري الأخرى ، والموسيقى في اللعبة تبرز على الأقل ، على الرغم من أنه ذكر أنه كان «جهدًا رائعًا». صرح فان دوين بالمثل أن الموسيقى التصويرية لم تكن «أسطورية» كما كانت في الجزء السابق ، إلا أنه لا يزال يعترف بأن لديها بعض المسارات «الرائعة». بالإضافة إلى ذلك ، انتقد فان دوين منفذ غيم بوي أدفانس لاستبداله جميع الموسيقى الأصلية بإصدارات مُعاد مزجها. ومع ذلك ، ذكر بروفو أن النسخ المُعاد مزجها «جيدة مثل النسخ الأصلية».
أطلق محررو الألعاب الإلكترونية الشهرية اللعبة في المركز الثاني في كل من لعبة سوبر نينتندو لهذا العام (خلف تتريس أتاك) و لعبة السنة للتمرير الجانبي (خلف غواردنغ هيروز).